# Макгроу, Хелен
Хелен Макгроу (англ. Helen McGraw; 23 декабря 1905 — 18 сентября 1999) — американская пианистка.
Окончила Консерваторию Пибоди (1930) у Александра Скляревского, в том же году выиграла Наумбурговский конкурс молодых исполнителей. Затем на протяжении года выступала в Европе, занималась в мастер-классе Альфреда Корто; по возвращении в США училась ансамблевому музицированию у Жака Гордона. В дальнейшем жила и выступала преимущественно в Вашингтоне; первая исполнительница Второй сонатины Хомера Келлера (1948).